# Boissise-le-Roi
Boissise-le-Roi é uma comuna francesa localizada na região administrativa da Ilha de França, no departamento de Sena e Marne. A comuna possui 3775 habitantes segundo o censo de 2014.

## História
Boissise-le-Roi foi chamada Boissiacum Regis e foi no século XIII um castelo com torreões e capela. Este castelo era a fortaleza da família "de Thumery". Oudart de Thumery, escudeiro, senhor de Boissise-le-Roi, perto de Melun, e de outras terras ao redor de Sens, viveu em 1340. Ele foi filho de Bertrand de Thumery, escudeiro, senhor de Escury e de Nicole de la Dehors. Ele se casou com Margarite de Dixy, filha de Pierre de Dixy, conselheiro do parlamento de Paris. Em 1269, doou por São Luís para as damas de Lys dois acres de vinhas localizados em Boissise-le-Roi.
Em 1400, pertencia a Gobert de Thumery, cavaleiro do rei e senhor de Boissise-le-Roi. Em 1429, durante a ocupação inglesa, o castelo foi arruinado e a capela desabou após incêndio. Após os problemas o senhor Denis De Thumery reconstruiu o castelo, mas abandonou a capela para fazer uma igreja paroquial dedicada a São Denis. Em 1441, Enguerrand de Thumery, filho de Gobert De Thumery foi senhor de Dampierre, Senlis e outros lugares. Ele atuou contra os Ingleses e conduziu uma companhia que os parisienses enviaram para o auxílio de Pontoise. Depois disso, a família dos Thumery foi extinta em 1875. Nota-se a chegada de Henrique IV no castelo de Boissise-le-Roi (sem data mencionada). Foi neste momento o acolhimento do senhor DE Thumery. Se conservou no castelo, até o incêndio de 1834, que o devorou parcialmente, uma cama de madeira esculpida com guirlandas de rosas e de amores, últimas memórias do quarto de descanso do Rei. No ano II, Boissise-le-Roi foi chamada de Boissise-la-Nation.

## Geminação
- Caerano di San Marco, Itália (2002)